# Scoloplos johnstonei
Scoloplos johnstonei är en ringmaskart som först beskrevs av Francis Day 1934.  Scoloplos johnstonei ingår i släktet Scoloplos och familjen Orbiniidae. Inga underarter finns listade i Catalogue of Life.